# Eva Arvidsson
Eva Birgitta Arvidsson, född 10 juli 1948 i Nynäshamn, är en svensk politiker (socialdemokrat), som var riksdagsledamot 1994–2006 (ersättare 1994–1996, därefter ordinarie ledamot). Hon kommer från Södermanlands län. Eva Arvidsson var lärare på Komvux.